# Damaszek

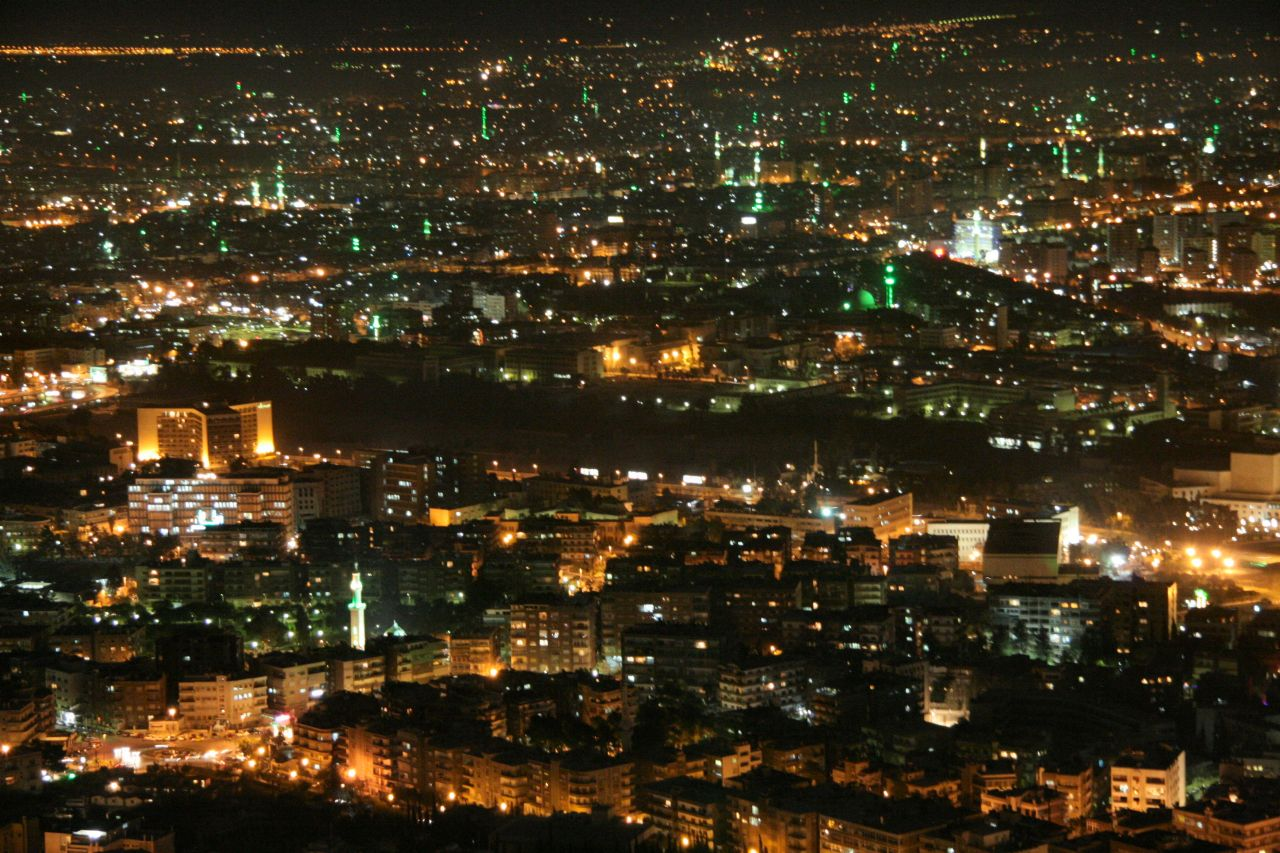
Nocna panorama Damaszku

Meczet Umajjadów w Damaszku

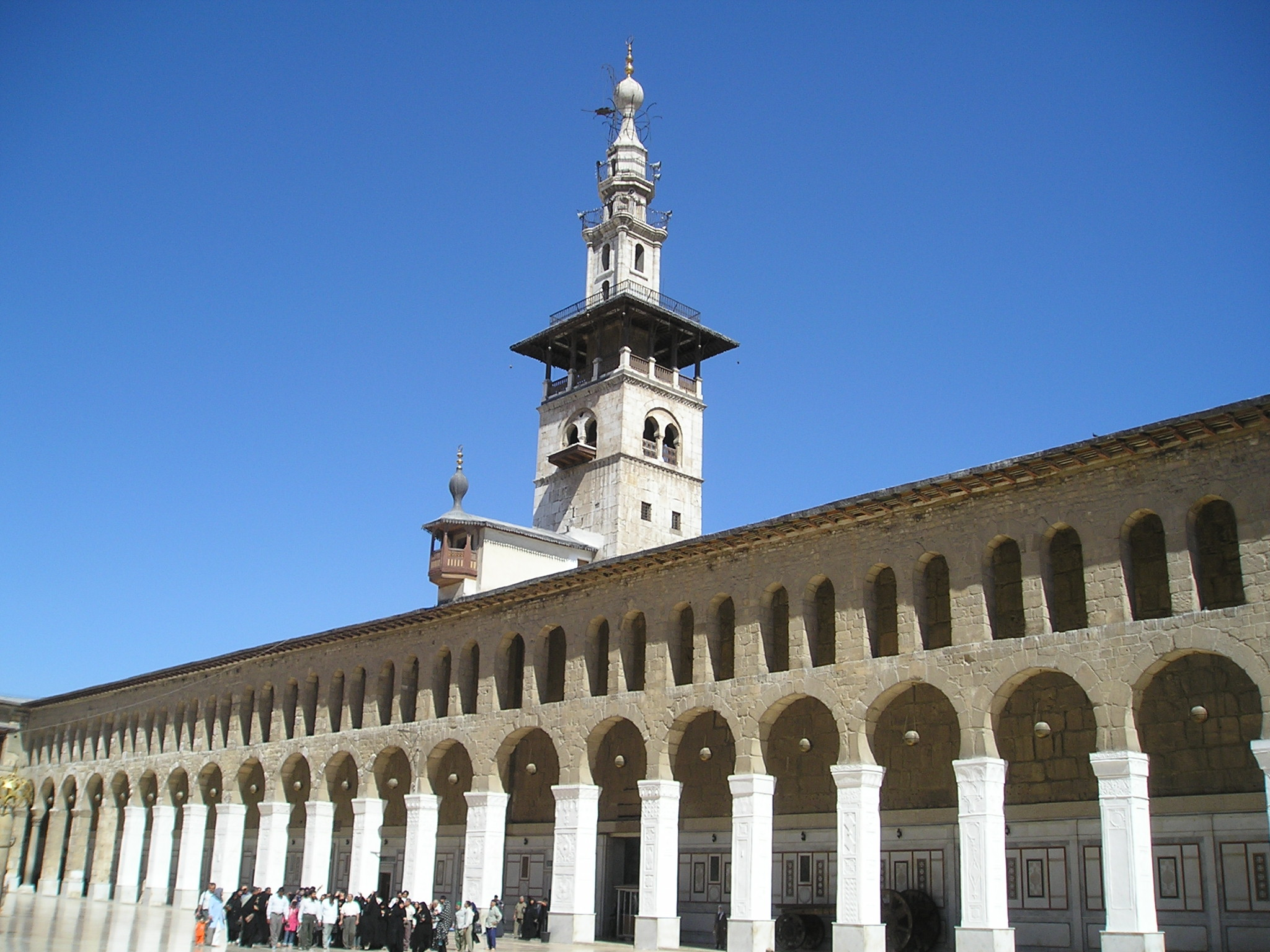
Meczet Umajjadów w Damaszku

Damaszek (arab. ‏دمشق‎ [diˈmaʃq], trl. dmšq, transkr. Dimaszk; aram. ‏ܕܪܡܣܘܩ‎; hebr. ‏דַּמֶּשֶׂק‎) – stolica Syrii położona w południowo-zachodniej części kraju, drugie co do wielkości (po Aleppo) miasto Syrii – 2 079 000 mieszkańców (2019), cała aglomeracja – ponad 2,8 mln mieszkańców (2008). Położony nad rzeką Barada u podnóża gór Antyliban, na skraju Pustyni Syryjskiej. Ważny ośrodek przemysłowy (przemysł włókienniczy, elektroniczny, maszynowy, spożywczy) i naukowy Syrii, od 1268 siedziba Prawosławnego Patriarchatu Antiochii, także ośrodek handlowy. Aglomeracja Damaszku stanowi wydzieloną jednostkę administracyjną Syrii.
Damaszek jest jednym z najstarszych ciągle zamieszkanych miast na świecie (pierwotnie zasiedlonym w III tysiącleciu p.n.e.), jak również kulturalnym i religijnym centrum orientu. W Syrii nazywany jest często Asz-Szam (‏الشام‎), w pozostałych państwach arabskich nazwa ta kojarzona jest bezpośrednio z Syrią, historycznie zaś odnosi się do większego regionu Lewantu.

## Historia
Damaszek to jedno z najstarszych miast Bliskiego Wschodu znane już od XV wieku p.n.e. z inskrypcji egipskich. Uważa się je także za jedne z najstarszych nieprzerwanie zamieszkałych miast na świecie (pierwsze ślady osadnictwa pochodzą z III tysiąclecia p.n.e.).
Na przełomie II i I tysiąclecia p.n.e. stolica niezależnego państwa aramejskiego. W 732 p.n.e. Damaszek został zdobyty przez Asyryjczyków, potem krótko należał do Babilonii, a następnie dostał się we władanie perskich Achemenidów (był stolicą satrapii). W 330 p.n.e., jak i cała Persja, znalazł się w państwie Aleksandra Wielkiego, a w okresie hellenistycznym na zmianę należał najpierw do egipskich Ptolemeuszy, zaś następnie do Seleukidów. W 64 p.n.e. wszedł do rzymskiej prowincji Syrii. Po podziale imperium w 395 stał się częścią Bizancjum. W 635 Damaszek zajęli Arabowie. W latach 661–750 był stolicą Umajjadów, a po przeniesieniu stolicy pozostał jednym z najważniejszych miast świata arabskiego.

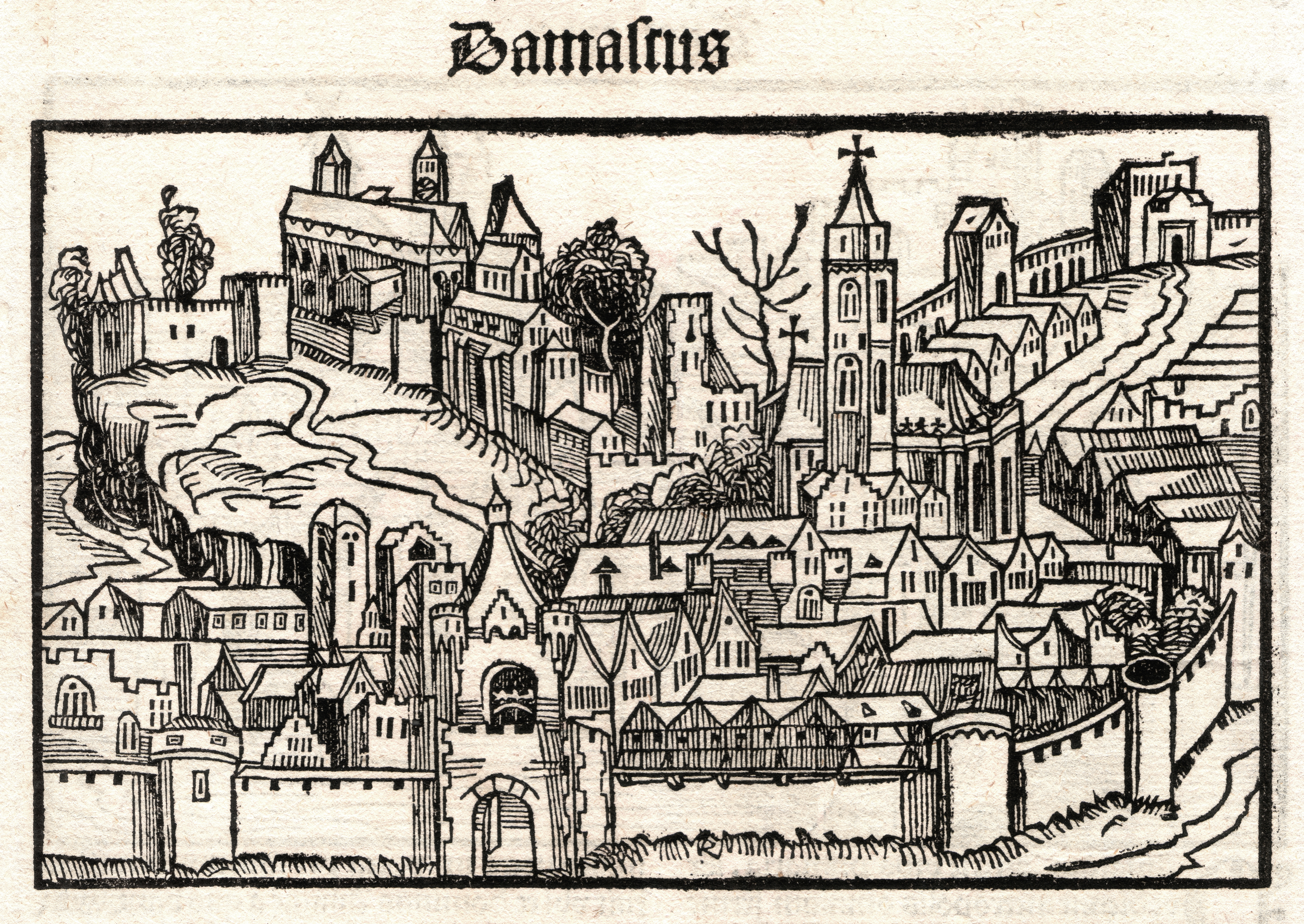
Damaszek, drzeworyt z 1497 r.

W X wieku podbity na krótko przez egipską dynastię Fatymidów, zdobyty został następnie przez Turków seldżuckich w 1076. W czasie wypraw krzyżowych wielokrotnie oblegany, pozostał niezdobyty i przekształcił się w centrum oporu przeciw europejskim najeźdźcom; został stolicą Saladyna i dynastii Ajjubidów. W XIII wieku był ponownie pod wpływami władców Egiptu, tym razem dynastii mameluckiej. W 1401 miasto zdobyli i zniszczyli Mongołowie pod dowództwem Timura.
W XVI wieku zdobyty przez Turków osmańskich, pozostawał w ich rękach do I wojny światowej, podczas której został zajęty przez arabskich sojuszników Wielkiej Brytanii. W okresie francuskiego mandatu kolonialnego ośrodek działalności ruchu niepodległościowego. Od 1946 jest stolicą niepodległej Syrii. Od 7 grudnia 2024 roku jest okupowany przez wojska rebeliantów.
W swojej historii Damaszek zasłynął z produkcji:
- jedwabiu, głównie adamaszku,
- stali damasceńskiej,
- fajansów damasceńskich.

## Administracja
Administracyjnie Damaszek stanowi miasto wydzielone, jedną z 14 muhafaz Syrii, która obejmuje również przyległe miasto Al-Jarmuk, występującą pod arabską nazwą Madinat Dimaszk (‏مدينة دمشق‎) lub Muhafazat Madinat Dimaszk (‏محافظة مدينة دمشق‎). 23 czerwca 2003 polska Komisja Standaryzacji Nazw Geograficznych poza Granicami Rzeczypospolitej Polskiej wprowadziła dla tej jednostki egzonim Damaszek-Miasto, a 23 lutego 2011 zmieniła go na Miasto Damaszek.
Miasto stanowi też ośrodek administracyjny muhafazy Damaszek.

## Transport
35 km na południowy wschód od Damaszku znajduje się Port lotniczy Damaszek, mający regularne połączenia lotnicze z Europą, z innymi krajami Bliskiego Wschodu, Bejrutem i Trypolisem w Libanie oraz Rijadem w Arabii Saudyjskiej. Linia kolejowa prowadzi ze Stambułu w Turcji do Aleppo i z Damaszku do Ammanu w Jordanii. Zbiorcze taksówki zwane “serwisem” oferują połączenia z Damaszku do większości sąsiednich krajów.
Główne linie kolejowe łączą Damaszek z Aleppo, Dajr az-Zaur, Al-Hasaką, Al-Kamiszli i z drugą linią biegnącą wzdłuż wybrzeża.

## Architektura
- Wielki Meczet Umajjadów z 705 – najważniejsza świątynia w Syrii i czwarta co do ważności w świecie muzułmańskim; została przebudowana z bazyliki Św. Jana Chrzciciela. Do tej pory przechowywane są tam relikwie Jana Chrzciciela (czczonego przez muzułmanów jako jednego z proroków). Wyróżnia się trzynawowym korpusem głównym, na którym zachowały się resztki mozaiki z VIII w. Posiada rozległy dziedziniec otoczony arkadami i trzy minarety.
- Cytadela z XIV wieku.
- Mauzoleum Saladyna z 1193.
- Bazar – Suk al-Hamidijja.
- Medresa an-Nuri (XII wiek), na której terenie znajduje się grobowiec Nur ad-Dina, poprzednika Saladyna.
- Dawna medresa al-Adilijja (druga połowa XII wieku) z grobem sułtana Al-Adila, obecnie mieści oddział Biblioteki Narodowej.
- Dawna medresa az-Zahirijja (XIII wiek) mieszcząca mauzoleum sułtana Bajbarsa. Charakterystyczny jest portal wejściowy wykonany z czarnego i żółtego kamienia.
- Pozostałości świątyni Jowisza z III wieku p.n.e.
- Pałac Azima zbudowany w latach 1749–1752 przez namiestnika Damaszku, Asad Paszę al-Azima, obecnie mieści Muzeum Syryjskiej Sztuki i Tradycji.
- Maristan Nur ad-Dina z XII wieku.
- Muzeum Narodowe w Damaszku.
- Katedra pw. Zaśnięcia Najświętszej Marii Panny.
- Kościół Świętego Krzyża.

## Miasta partnerskie
- Buenos Aires
- São Paulo
- Bejrut
- Kordoba
- Bagdad
- Dubaj
- Toledo
- Bogota
- Kair
- Ateny
- Bukareszt
- Amman
- Aleksandria
- Caracas
- Erywań
- Trypolis
- Rabat
- Sana
- Navi Mumbai
- Stambuł
- Astana
- Fars
- Ningxia